# Stefano Zanatta
Stefano Zanatta (Treviso, 28 gennaio 1964) è un dirigente sportivo ed ex ciclista su strada italiano.
Professionista dal 1986 al 1995, è attivo come direttore sportivo dal 1997, e dal 2021 è nello staff tecnico del team Eolo/Polti.

## Carriera
Professionista dal 1986 al 1995, corse per la Malvor-Bottecchia, per la Supermercati Brianzoli (la squadra di Gianluigi Stanga, evolutasi negli anni in Chateau d'Ax e Gatorade) e per la Jolly Componibili/Aki. In dieci stagioni ottenne una sola vittoria, in una tappa della Ruta de México; prese parte inoltre a nove edizioni del Giro d'Italia e a quattro del Tour de France.
Dopo il ritiro ha svolto l'attività di direttore sportivo, prima con la stessa Aki (divenuta nel 1998 Vini Caldirola), poi nel 1999 con la De Nardi-Pasta Montegrappa. Dal 2000 al 2004 ha collaborato con Giancarlo Ferretti alla Fassa Bortolo, mentre dal 2005 al 2014 è stato membro dello staff della Liquigas/Cannondale collaborando con Roberto Amadio. Dal 2016 al 2019 affianca Bruno Reverberi nello staff tecnico della Bardiani-CSF, mentre dal 2021 è direttore sportivo presso il team Eolo-Kometa, noto dal 2024 come Team Polti.

## Palmarès
- 1985 (Dilettanti)

Astico Brenta
- 1993 (Gatorade, una vittoria)

10ª tappa Ruta de México

### Altri successi
- 1992 (Gatorade)

2ª tappa, 2ª semitappa Vuelta a España (Arcos de la Frontera > Jerez de la Frontera)

## Piazzamenti

### Grandi Giri
- Giro d'Italia

1986: 139º
1987: 112º
1989: 112º
1990: 152º
1991: 131º
1992: 114º
1993: 126º
1994: ritirato (12ª tappa)
1995: 104º
- Tour de France

1988: 142º
1989: ritirato (6ª tappa)
1991: 141º
1993: 104º
- Vuelta a España

1992: 122º

### Classiche monumento
- Milano-Sanremo

1986: 47º
1989: 105º
1993: 149º
1994: 77º
1995: 162º
- Giro delle Fiandre

1989: 60º
1992: 123º
1993: 21º
1994: 52º
- Parigi-Roubaix

1990: 45º
1995: 27º